# Fleet Fort
Le Fleet Fort est un avion d'entraînement non armé conçu et réalisé au Canada durant la Seconde Guerre mondiale.

## Historique

### Développement
En 1939 les dirigeants de Fleet se lancèrent sur fonds propres dans l'étude d'un avion d'entraînement intermédiaire afin de le fournir à la Royal Canadian Air Force. L'avion reçut la désignation de Fleet type 60. 
Pour la première fois de son histoire l'avionneur délaissait la formule des biplans qu'il avait utilisé jusque-là sur les Fleet Fawn et Finch pour celle du monoplan à ailes basses.
Un prototype fut réalisé. Il effectua son premier vol le 23 mars 1940. Les essais en vol sont menés par la RCAF qui passe ensuite commande pour deux cents exemplaires du Fleet type 60 sous la désignation de Fleet Fort Mk.I.
Une version désignée Fleet Fort Mk.II fut développée en 1942 afin de former les opérateurs radio-navigants canadiens.

### En service
Les premiers Fleet Fort Mk.I entrèrent en service opérationnel en mai 1941. Ils assuraient des missions d'entraînement intermédiaire, c'est-à-dire la phase de formation aéronautique qui vient après l'entraînement primaire alors réalisé au Canada sur des biplans Fleet Finch et de Havilland Tiger Moth. Cependant en raison de la signature de la loi américaine de Prêt-Bail la Royal Canadian Air Force put bénéficier de la fourniture d'AT-6 Texan et de BT-13 Valiant (en).
En 1942 tous les Fleet Fort Mk.I furent transformés en Fleet Fort Mk.II destinés à l'entraînement à la radio-navigation. L'élève radio-navigateur prenait place dans le cockpit arrière (surélevé) tandis que le pilote-instructeur se trouvait lui dans la partie avant du poste de pilotage. Au titre du plan d'entraînement aérien du Commonwealth britannique la flotte complète des 101 Fort Mk.II forma plus de 2 000 radios-navigateurs. Il n'a été utilisé militairement que par la seule Royal Canadian Air Force
Il est à noter qu'à l'instar de la plupart des avions canadiens en service à cette époque les Fleet Fort étaient intégralement peints en jaune.

## Description
Le Fleet Fort se présentait sous la forme d'un monoplan à aile basse faisant appel à une construction mixte en bois et métal. Sa propulsion était assurée par un moteur en étoile Jacobs L-6MB d'une puissance de 330 chevaux entraînant une hélice bipale en métal. Il ne possédait aucun armement, interne ou externe. 
Il disposait d'un train d'atterrissage classique non rétractable.

## Versions
- Fleet 60 Fort : Désignation initiale de l'avion.
  - Fleet Fort Mk.I : Première série d'avions destinés à l'entraînement au pilotage.
  - Fleet Fort Mk.II : Seconde série d'avions destinés à l'entraînement à la radio-navigation.

## Préservation

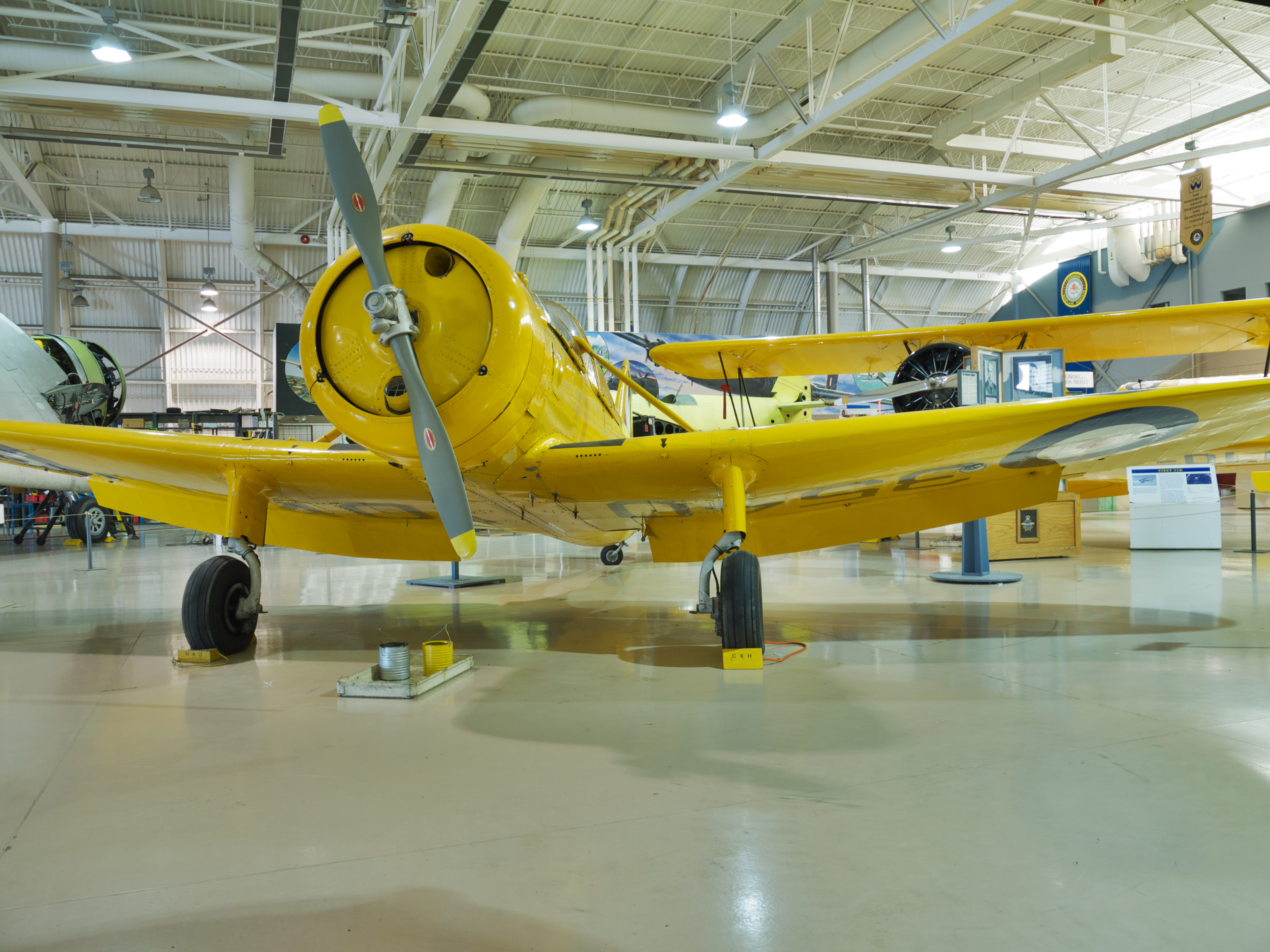
Le Fleet Fort préservé au Canadian Warplane Heritage Museum.

Un exemplaire du Fleet Fort est préservé par le Canadian Warplane Heritage Museum de Hamilton au Canada.

## Sources & références

### Sources bibliographiques
- Michel Marmin, Encyclopédie "Toute l'aviation", Éditions Atlas, 1993.
- (en) François Besse, Les avions en 1001 photos, Paris, Solar, coll. « 1001 photos », 2006, 463 p. (ISBN 978-2-263-04215-7, OCLC 421611089).
- Édouard Chemel et Jacques Legrand (dir.), Chronique de l'aviation, Paris, Éditions Chronique, 1991, 984 p. (ISBN 2-905969-51-2, EAN 978-2-905-96951-4)

### Sources web
- Le Fleet Fort sur le site francophone Avions Légendaires.
- (en) Le Fleet Fort sur le site Flugzeuginfo.